# Némethy Géza
Némethy Géza (Tiszapolgár, 1865. augusztus 17. – Budapest, 1937. március 15.) klasszika-filológus, irodalomtörténész, műfordító, költő, a Magyar Tudományos Akadémia rendes, majd tiszteleti tagja. A római irodalom kiváló tudósa volt, számos ókori szerző – Cicero, Vergilius, Ovidius, Tacitus és mások – műveinek kritikai szövegkiadása, illetve magyarra ültetése fűződik a nevéhez. Két évtizeden keresztül, 1912 és 1933 között a budapesti tudományegyetemen a klasszika-filológia tanszékvezető egyetemi tanára volt. Művei egy részén neve Némethy Geyza alakban szerepel.

## Életútja
A középiskolát 1875 és 1883 között a nagyváradi főgimnáziumban végezte el. 1883-ban kezdte meg felsőfokú klasszika-filológiai tanulmányait a Budapesti Tudományegyetemen, bölcsészdoktori oklevelét 1887-ben szerezte meg. 1887–1888-ban állami ösztöndíjjal a lipcsei és berlini egyetemeken képezte tovább magát, majd 1888-tól 1902-ig gimnáziumi tanár volt a Markó utcai római katolikus (később állami) főgimnáziumban. Eközben 1890-ben klasszika-filológiából magántanárrá habilitált a Budapesti Tudományegyetemen, 1896 után pedig nyilvános rendkívüli tanári címmel végezte az oktatómunkát. 1902-től egyúttal az Eötvös Kollégium szakvezető tanára is volt. 1909 után négy évig a kolozsvári Ferenc József Tudományegyetemen, majd 1912-től 1933. évi nyugdíjazásáig a Budapesti (1922 után Pázmány Péter) Tudományegyetemen volt a klasszika-filológia nyilvános rendes tanára. Aktív éveiben, 1910 és 1933 között részt vett az Állami Középiskolai Tanárvizsgáló Bizottság munkájában is.

## Munkássága
Érdeklődése homlokterében a római irodalom története és jelesebb szerzőinek életműve állt (pl. Cicero, Vergilius, Horatius, Propertius, Tibullus, Lygdamus, Ovidius, Persius, Tacitus). Több auktor művét rendezte sajtó alá kommentárokkal kiegészített szövegkritikai kiadásban, s egyebek mellett lefordította Cicero néhány írását, valamint Xenophón Szókratészről lejegyzett emlékiratait. Behatóan foglalkozott a római elégia- és epigrammaköltészettel, valamint a Dicta Catonis című mondásgyűjteménnyel. 1894-ben elhangzott akadémiai székfoglalóját Szövegkritikai adalékok Firmicus Maternus asztrológiájához címen tartotta meg, 1911-ben pedig Vergilius epigrammáiról értekezett az Akadémia közgyűlése előtt. Könyvei mellett több, a római irodalom történetével, filológiai és esztétikai kérdéseivel foglalkozó tanulmánya jelent meg a szakfolyóiratokban. 1890-től 1902-ig, majd 1922-től 1933-ig szerkesztője volt az Egyetemes Philologiai Közlöny című folyóiratnak.
Költeményeket is írt, élete során két verseskötete jelent meg.

### Társasági tagságai és elismerései
A Magyar Tudományos Akadémia 1893-ban levelező, 1910-ben rendes tagjává választotta, 1933-ban pedig a tiszteleti tagok sorába került. 1919-től 1933-ig elnökként irányította az I. (nyelv- és széptudományi) osztály tevékenységét, 1923-tól 1932-ig pedig az Akadémia klasszika-filológiai bizottságának elnöki tisztét is betöltötte. 1922-től a Kisfaludy Társaság rendes tagja volt, ugyancsak 1922-től 1933-ig pedig elnökként irányította a Budapesti Filológiai Társaság tevékenységét. 1914-ben a mantoviai Nemzeti Vergilius Akadémia (Accademia Nazionale Virgiliana) is levelező tagjai sorába választotta.

### Főbb művei
- Aeneis mint nemzeti epos. Budapest. 1887
- Magyar és latin zsebszótár a gymnasiumok és reáliskolák számára. Budapest. 1896 (Dávid Istvánnal)
- A római elegia ezüstkora. Budapest. 1898
- Vergilius élete és művei. Budapest. 1902
- A római elegia viszonya a göröghöz. Budapest. 1903
- A római elegia: Tibullus és Propertius. Budapest. 1905
- Ovidius és Lygdamus. Budapest. 1908
- Vergilius epigrammái. Budapest. 1911

Szövegkiadásai
- Euhemeri reliquiae: Collegit, prolegomenis et adnotationibus instruxit. Budapest. 1889
- P. Vergilii Maronis Aeneis. Budapest. 1889
- M. Tullii Ciceronis De finibus. Budapest. 1890
- P. Cornelii Taciti Ab excessu divi Augusti (Annalium) libri I–VI. Budapest. 1893
- Dicta Catonis. Budapest. 1895
- De libris amorum Ovidianis. Budapest. 1898 archive.org
- P. Cornelii Taciti De vita et moribus Agricolae. Budapest. 1899
- P. Cornelii Taciti Historiarum. Budapest. 1900.
- A. Persii Flacci Satirae. Budapest. 1903 archive.org
- Albii Tibulli Carmina. Accedunt Sulpiciae Elegidia. Budapest, 1905 archive.org
- Lygdami carmina Budapest. 1906
- P. Ovidii Nasonis Amores. Budapest. 1907
- De epodo Horatii cataleptis Vergilii inserte. Budapest. 1908
- De Ovidio elegiae in Messallam auctore. Budapest. 1909 archive.org
- De sexta Vergilii ecloga. Budapest. 1909
- Ciris epyllion pseudovergilianum. Budapest. 1909 archive.org
- Commentarius exegeticus ad Ovidii Tristia. Budapest, 1913
- Commentarius exegeticus ad Ovidii Epistolas ex Ponto. Budapest. 1915
- Coniecturae ad emendandum Firmicum Maternum astrologum. Budapest. 1918
- Supplementum commentariorum ad Ovidii Amores Tristia et Epistolas ex Ponto. Budapest. 1922
- Symbolae exegeticae ad Persii Satiras. Budapest. 1924
- Addenda commentariis ad Carmina Tibulliana. Budapest. 1925
- Ad Ciceronis De finibus I. 7, 23 et III. 12. Budapest. 1927

Műfordításai
- Xenophon emlékiratai Socratesről. Pozsony. 1885
- Cicero: Laelius a barátságról. Budapest. 1886
- Cato bölcs mondásai latinul és magyarul. Budapest. 1891
- Cicero: A legfőbb jóról és rosszról. Budapest. 1901
- Cicero: Cato maior az öregségről. Budapest. 1916

Verseskötetei
- Az ész tragédiája s egyéb versek; Franklin, Bp., 1925
- Az ész tragédiája s egyéb versek; 2. bőv. kiad.; Franklin, Bp., 1927
- Az ember és az Isten. Újabb költemények; Glória, Bp., 1929 (Értékes könyvek)

## További irodalom
- Kerényi Károly: Némethy Géza halálára. In: Műhely 1937
- Szekfű Gyula: Némethy Géza. In: Budapesti Szemle 1939
- Huszti József: Némethy Géza emlékezete. In: Egyetemes Philologiai Közlöny 1940
- ifj. Horváth János: Némethy Géza munkásságának bibliográfiája. In: Egyetemes Philologiai Közlöny 1940